# Tetramethylbutan
Tetramethylbutan ist das am stärksten verzweigte Isomer der Octane. Der hohe Verzweigungsgrad führt im Vergleich zu den eher kettenförmigen Isomeren zu abweichenden physikalischen Eigenschaften, wie z. B. einem signifikant höheren Schmelzpunkt, so dass die Verbindung als einziges der Octanisomere bei Raumtemperatur als Feststoff vorliegt.

## Darstellung und Gewinnung
Die Synthese von Tetramethylbutan gelingt durch die Verknüpfung zweier tert-Butylgruppen. Bei einer frühen Darstellungsvariante wird tert-Butylmagnesiumchlorid  mit tert-Butylchlorid umgesetzt. Die Grignardverbindung kann in einer Eintopfvariante in situ bei der Umsetzung von tert-Butylchlorid mit Magnesium gebildet und umgesetzt werden.
Die Dimerisierung von tert-Butylbromid oder tert-Butyliodid kann auch in Gegenwart von aktiviertem Kupfer erfolgen. Eine weitere Darstellungsvariante ist die Umsetzung von tert-Butyltrichlorsilan mit tert-Butyllithium.

## Eigenschaften

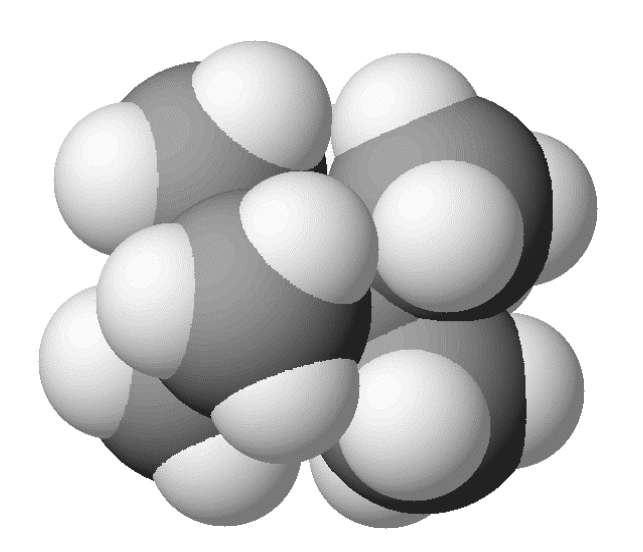
Kalottenmodell von Tetramethylbutan

Tetramethylbutan ist bei Raumtemperatur eine feste Substanz, die in zwei polymorphen Kristallformen auftritt. Bei Raumtemperatur liegt die Kristallform I vor, die bei 100,8 °C in die flüssige Phase übergeht. Bei −120,6 °C wird ein Phasenübergang von der Kristallform II zur Form I beobachtet. Hier erfolgt der Übergang von der kristallinen zu einer plastisch kristallinen Form. Das bedeutet, die Verbindung liegt oberhalb dieser Temperatur bis zum Schmelzpunkt und somit auch bei Raumtemperatur in einem mesomorphen Zustand vor. Das Verhalten ist analog zu ähnlichen "kugelförmigen" Molekülen wie Cuban oder Adamantan, die ähnliche Mesophasen bilden. Der Siedepunkt der Verbindung liegt schon bei 107 °C, so dass die flüssige Phase bei Normaldruck nur in einem Temperaturbereich von etwa 6 K existiert. Die Sublimationsdruckfunktion ergibt sich nach Antoine entsprechend log10(P) = A−(B/(T+C)) (P in bar, T in K) mit A = 5,08335, B = 1724,764 und C = −38,383 im Temperaturbereich von 273 K bis 338 K. Die Umwandlungsenthalpien betragen für den Übergang von Kristallform II zu I ΔtrH = 2,00 kJ·mol−1, für die Schmelze ΔmH = 7,54 kJ·mol−1 und die Verdampfung ΔbH = 42,91 kJ·mol−1.